# Policlinico Casilino
Il Policlinico Casilino è un ospedale privato sito in zona Torre Spaccata a Roma. È di proprietà del gruppo Eurosanità di Tullio Ciarrapico.

## Storia
Il policlinico nacque come casa di cura col nome di Villa Irma intorno al 1967 ad opera del Pio Istituto di Santo Spirito e Ospedali Riuniti attraverso l'istituzione di alcune divisioni dislocate dell'ospedale San Giovanni; il nome fu scelto dal dottor Trombetta, che la dedicò alla madre morta durante il parto. Successivamente nel 1971 fu trasferita nella sede di via Casilina, in zona Torre Spaccata, con una capacità di 250 posti letto per medicina, chirurgia e ostetricia. Tra gli anni '70 e gli anni '80 la clinica è stata ampliata per venir trasformata in ospedale.
Nel 1995 la clinica fu venduta alla società Sanità S.p.A. di Giuseppe Ciarrapico per 14 miliardi di lire, venendo ribattezzata in Policlinico Casilino con l'aggiunta di un pronto soccorso e di numerose unità tra cui: cardiologia e terapia intensiva cardiologica, chirurgia plastica e oculistica. Nel 1998 la Sanità S.p.A. è stata acquistata dalla Banca di Roma per riscuotere i crediti vantati nei confronti di Ciarrapico, salvo poi rivenderla alla società Eurosanità di Ciarrapico nel 2001 per ripianare i propri debiti.
Nel 2016 è stato inaugurato un nuovo pronto soccorso, con un'estensione di 3000 metri quadrati.

## Descrizione
Il complesso ospedaliero si estende tra via Casilina, via Pietro Belon, via Cataldo Cassano e via dei Tucani in zona Torre Spaccata e comprende cinque edifici (contrassegnati dalle lettere A, B, C , D e E) oltre che il pronto soccorso, un edificio per il day surgery e una clinica. Il complesso dispone inoltre di un ampio parcheggio e di un piccolo parco.